# Meteorstrom

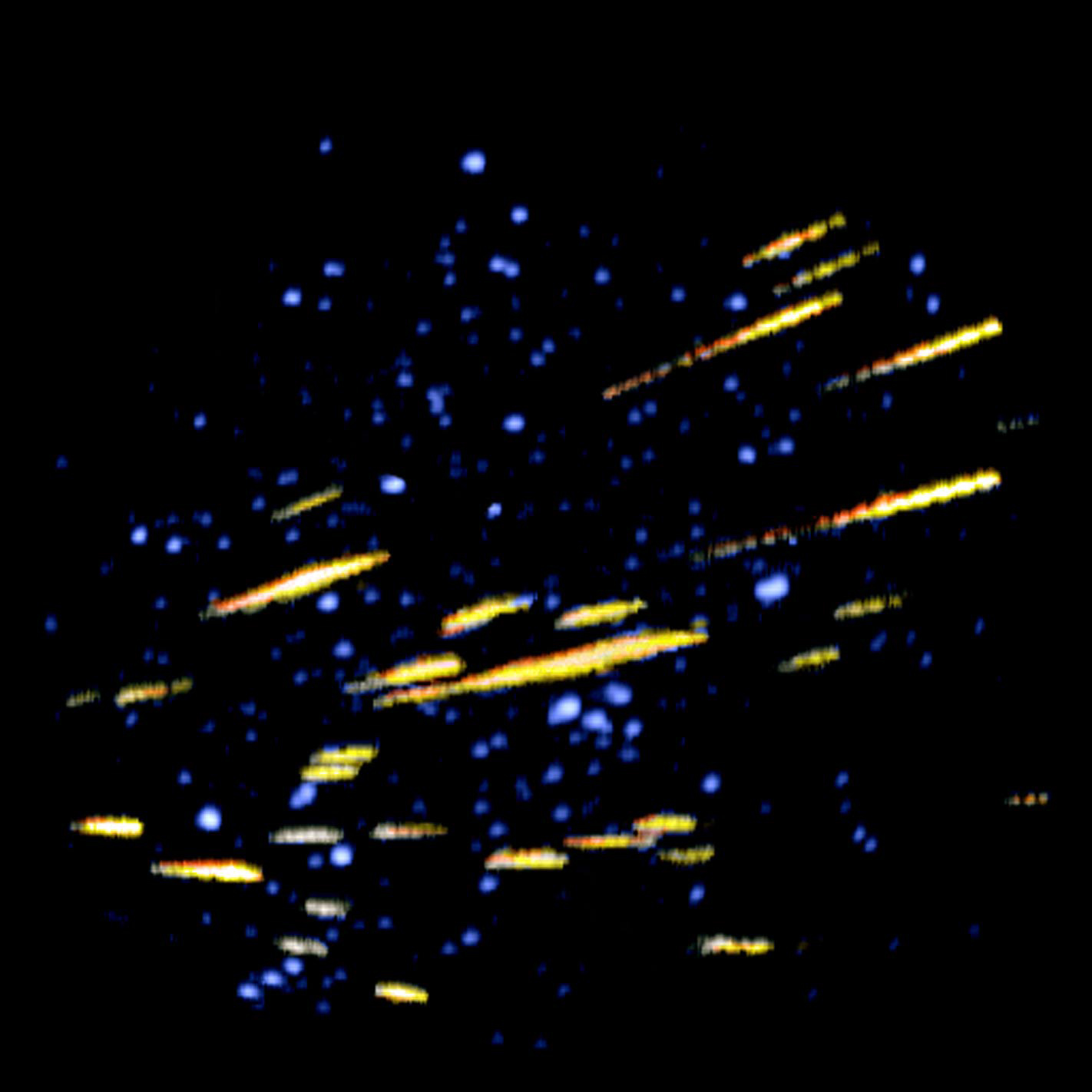
Meteorstrom der Alpha-Monocerotiden 1995

Neben einzeln auftretenden (sporadischen) Meteoren gibt es Meteorströme (auch Meteorschauer oder Sternschnuppenschwarm, fälschlicherweise oft auch Meteoritenschauer). Sie sind eine Häufung von Sternschnuppen zu gewissen Jahreszeiten und entstammen großteils den Staubteilchen von aufgelösten Kometen.
Die Bahnen dieser Kleinkörper verlaufen im Raum annähernd parallel und scheinen daher perspektivisch aus einem Fluchtpunkt (Radiant) am Himmel zu kommen.
Ihr genauer Verlauf und die Herkunft der Körper lässt sich bestimmen, wenn ihre Leuchtspuren von mehreren Meteorstationen vor dem Sternhintergrund fotografiert werden. Den Radianten können auch Amateurastronomen bestimmen, indem die beobachteten Spuren in speziellen gnomonischen Sternkarten eingezeichnet werden.
Die Fallrate wird am besten in halbstündigen Intervallen im Beobachtungsbuch oder einer Tabelle notiert.
Bei hohen Fallraten sind Zeitintervalle von etwa 10 Minuten besser, bei sehr geringen (oder lange vor/nach dem Maximumstag) auch eine Stunde.

## Entstehung von Meteorschwärmen
Sternschnuppen- oder Meteorströme können entstehen, wenn die Erde auf dem Lauf um die Sonne in die Nähe einer Kometenbahn gelangt oder sie annähernd kreuzt. In Sonnennähe verlieren Kometen andauernd einen Teil ihrer Masse in Form von Gas und Staub (Kometenschweif), von Gesteinsstücken und sonstigen kleinen Partikeln, die man Meteoroiden nennt. Sie verteilen sich im Laufe der Jahrtausende über einen Großteil der Kometenbahn, weshalb ein Meteorstrom meist jährlich an der Stelle wiederkehrt, wo die Erde den Bereich dieser Materiewolke durchfliegt. Die Stärke eines Meteorschauers wird als Zenithal Hourly Rate (ZHR) angegeben; sie ist die stündliche Zahl der Meteore, die zum Höhepunkt unter Idealbedingungen sichtbar sind.

## Zeitliche Variation der Meteore und ihr Radiant
Im Regelfall sind die meisten Sternschnuppen am frühen Morgenhimmel im Osten – knapp vor der Morgendämmerung – zu sehen, weil sich der Beobachter dann infolge der Erdrotation ihnen „entgegendreht“.
Alle Sternschnuppen eines Meteorschauers scheinen aus demselben Punkt am Himmel herzukommen, dem Radianten. Die Benennung der Meteorschauer erfolgt meist nach dem Sternbild, in dem dieser Radiant liegt (z. B. Perseiden: Sternbild Perseus). Allerdings verändern sich dessen Himmelskoordinaten, wenn ein Meteorschwarm länger als einige Tage dauert, denn die Ellipsenbahnen der Teilchen um die Sonne haben eine Krümmung, die pro Tag etwa 1° ausmacht.
Die Partikeldichte auf der Flugbahn des Kometen ist kurz vor und nach dem Vorbeiflug des Kometen an der Sonne deutlich größer. Dieses Ereignis wird als Meteorsturm bezeichnet, bei dem in manchen Jahren mehr als Tausend Meteore pro Stunde zu sehen sind.
Manchmal gibt es unerwartete Anstiege der Fallrate durch dichtere Teilchenwolken, wie z. B. beim Meteorschwarm der Perseiden 2020.
Es kann auch erst einige Jahre nach dem Perihel des Kometen zu einer besonders großen Zahl an Meteoren kommen, wie beispielsweise 2002 bei den Leoniden und dem Periheldurchgang 1998 des dazugehörigen Kometen Tempel-Tuttle.
Da sich diese Partikelwolken im Laufe der Jahre auflösen und ihre Bahnen um die Sonne durch Bahnstörungen und andere gravitative oder nicht-gravitative Einflüsse geändert werden können, verschwinden Meteorströme langfristig (wie die Leoniden nach 2002), während neue Ströme aus aktuellen (noch „aktiven“) Kometen entstehen.

## Jährlich wiederkehrende Meteorströme
Die folgende Tabelle stellt einen Auszug aus der Liste von Meteorströmen dar und enthält nur die stärksten dieser Ströme, die mehr als etwa zehn Sternschnuppen pro Stunde aufweisen können. Die drei wichtigsten (Quadrantiden, Perseiden und Geminiden) sind durch Fettschrift hervorgehoben. Die Zenithal Hourly Rate (ZHR) ist die stündliche Fallrate, die ein Beobachter unter optimalen Bedingungen (Sterne bis 6,5 mag, Radiant im Zenit) sehen kann.
| Datum                  | Maximum  | Name                          | Herkunft                   | ZHR  |
| ---------------------- | -------- | ----------------------------- | -------------------------- | ---- |
| 1. Jan. bis 5. Jan.    | 3. Jan.  | Quadrantiden (Bootiden)       | Asteroid 2003 EH1          | 0120 |
| 25. Jan. bis 15. Apr.  | 24. März | Virginiden                    | ekliptikal                 | 0005 |
| 16. Apr. bis 25. Apr.  | 22. Apr. | Lyriden                       | Komet C/1861 G1 (Thatcher) | 0018 |
| 19. Apr. bis 28. Mai   | 5. Mai   | Mai-Aquariiden (η-Aquariiden) | Halleyscher Komet          | 0060 |
| 15. Apr. bis 15. Juli  | 19. Mai  | Sagittariden                  | ekliptikal                 | 0005 |
| 12. Juli bis 25. Aug.  | 3. Aug.  | Juli-Aquariiden (δ-Aquariden) |                            | 0020 |
| 17. Juli bis 24. Aug.  | 12. Aug. | Perseiden (Laurentius-Tränen) | Komet 109P/Swift-Tuttle    | 0110 |
| 6. Okt. bis 10. Okt.   | 8. Okt.  | Draconiden, auch Giacobiniden | Komet 21P/Giacobini-Zinner | var. |
| 2. Okt. bis 7. Nov.    | 21. Okt. | Orioniden                     | Halleyscher Komet          | 0023 |
| 20. Sept. bis 20. Nov. | 5. Nov.  | Tauriden (südliche)           | Komet 2P/Encke             | 0007 |
| 20. Okt. bis 10. Dez.  | 12. Nov. | Tauriden (nördliche)          | Asteroid 2004 TG10         | 0005 |
| 14. Nov. bis 21. Nov.  | 17. Nov. | Leoniden                      | Komet 55P/Tempel-Tuttle    | var. |
| 7. Dez. bis 17. Dez.   | 14. Dez. | Geminiden                     | Asteroid 3200 Phaethon     | 0120 |
| 17. Dez. bis 26. Dez.  | 22. Dez. | Ursiden                       | Komet 8P/Tuttle            | 0010 |